# 双河场乡
双河场乡，是中华人民共和国四川省资阳市乐至县下辖的一个乡镇级行政单位。

## 行政区划
双河场乡下辖以下地区：
东岳村、冷家坝村、乌木厅村、两河口村、回龙寺村、水口庙村、海慧寺村、瓦灰寺村、雷钵庙村、石店子村、骑龙庙村、西岳村、殷家庙村、新庙子村、古柏树村、燃灯村和新禅寺村。